# Criminali come noi
Criminali come noi (La Odisea de los Giles) è un film del 2019 diretto da Sebastián Borensztein.
Ha vinto il Premio Goya per il miglior film straniero in lingua spagnola all'edizione del 2020.

## Trama
Nel 2001, nella piccola cittadina di Alsina, mentre tutta l'Argentina è in grande sofferenza, Fermín e Lidia Perlassi si spendono per mettere su una cooperativa che rilevi un vecchio granaio dismesso che, secondo le loro previsioni, una volta riattivato potrà ridare ossigeno a tutta l'economia del luogo.
L'adesione di molte persone che ripongono fiducia sulla coppia che ha un'ottima reputazione non è sufficiente ad avvicinarsi minimamente alla richiesta economica della proprietà del granaio, finché non partecipa anche l'imprenditrice Carmen Lorgio, che mette ben 100.000 dollari, con la clausola che si dia un ruolo al figlio Hernán, con il quale ha un pessimo rapporto.
Con poco più di 150.000 dollari, Fermín può ottenere un prestito di 100.000 dollari e raggiungere così la cifra pattuita per l'acquisto del granaio. Recatosi in banca Fermín è però raggirato dal losco Alvarado che gli fa depositare tutta la somma in un conto corrente proprio alla vigilia della disposizione governativa che vieta di prelevare denaro contante, al culmine della crisi economica argentina. Si viene a sapere poi che Alvarado ha permesso a un certo avvocato Manzi di avere un megaprestito con il quale ha prelevato tutto il contante della banca svuotandola appena in tempo.
Sentitisi truffati da Alvarado e Manzi, Fermín e soci cercano di reagire ma ogni tentativo è inutile. All'apice della loro rabbia e disperazione i Perlassi hanno un incidente stradale nel quale Lidia perde la vita. Fermín cade in depressione e a poco serve la presenza del figlio Rodrigo, ritiratosi dagli studi universitari e tornato a casa ad aiutare il padre nella sua stazione di servizio. 
Quando giunge notizia che Manzi ha fatto costruire in gran segreto un caveau al centro di un boschetto in mezzo alla campagna, per Fermín e soci si apre l'opportunità di escogitare un piano che li vendichi e permetta loro di tornare in possesso del denaro sottratto. Inizia così la pianificazione del colpo che appare però alquanto complicato per la presenza di un allarme particolarmente efficace. Fermín, ricordando la tecnica utilizzata nel film Come rubare un milione di dollari e vivere felici studia nei minimi particolari un piano che, al momento opportuno, risulterà in effetti vincente.
Nonostante Hernán, ancora in conflitto con la madre, scappi con un quarto del bottino, per i soci della cooperativa c'è comunque abbastanza denaro per acquistare il granaio e per dare in beneficenza l'eccedenza, come si era pattuito. Così a distanza di tempo la cittadina di Alsina torna a fiorire, come nei sogni di Fermín e Lidia.

## Distribuzione
La data di uscita nelle sale cinematografiche italiane è stata il 20 febbraio 2020.

## Accoglienza
Il film rende omaggio esplicitamente a Come rubare un milione di dollari e vivere felici diretto da William Wyler nel 1966, ma in maniera più velata richiama anche Ocean's Eleven - Fate il vostro gioco diretto da Steven Soderbergh nel 2001 e quindi anche Colpo grosso del 1960 diretto da Lewis Milestone di cui è il remake, con una nota di fondo più amara e drammatica rispetto a questi.